# Robatori de sorra

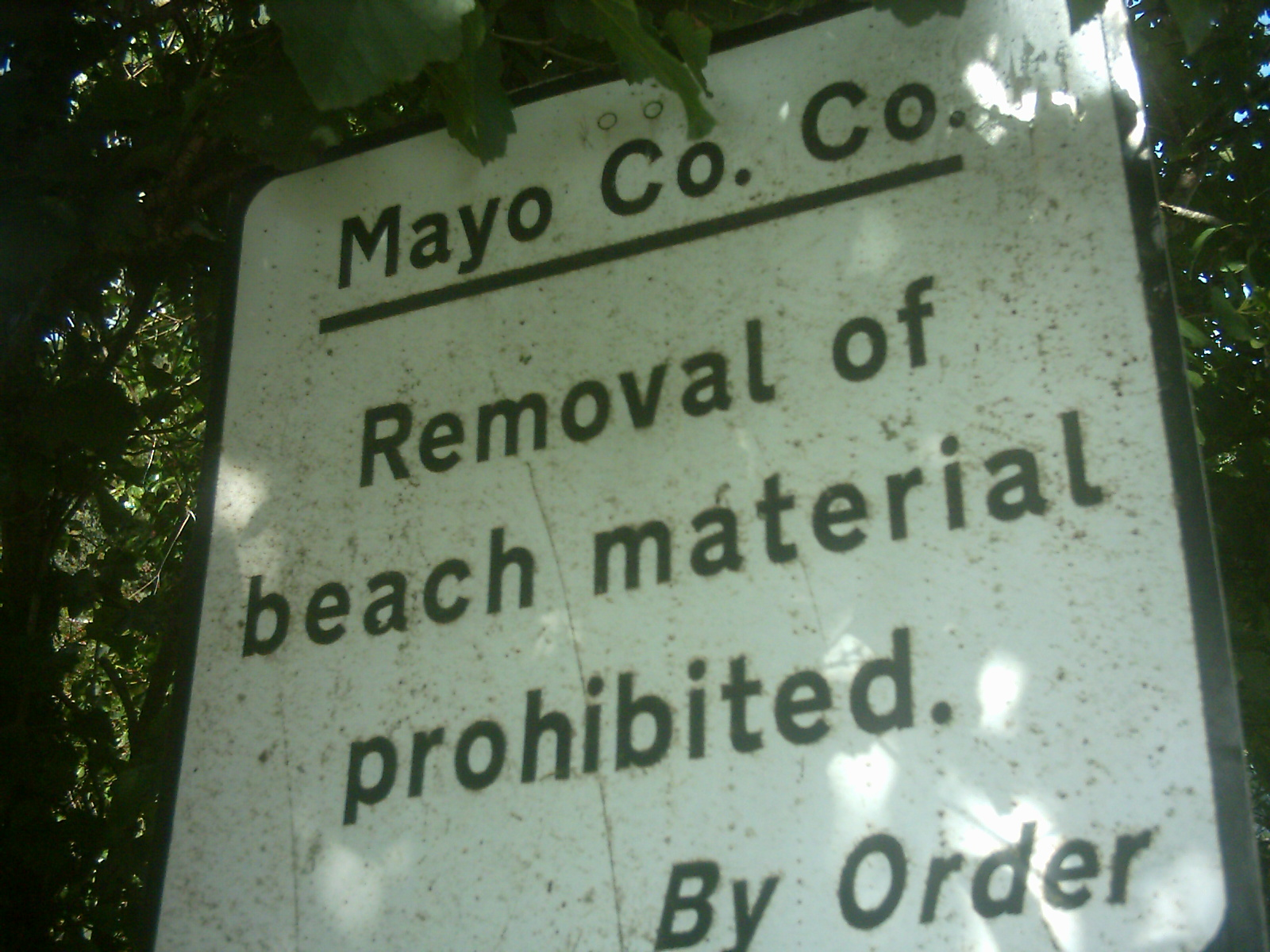
Senyal al comtat de Mayo, Irlanda, que prohibeix retirar sorra i pedres d'una platja.

El robatori de sorra o l'extracció de sorra no autoritzada o il·legal dona lloc a un exemple mundial àmpliament desconegut de problema d'esgotament de recursos naturals i no renovables comparable en extensió a l'escassetat mundial d'aigua. Generalment, s'extreu il·legalment grans quantitats de sorra d'una platja, la qual cosa provoca la desaparició total o parcial d'aquesta, però també de la sorra submarina. Es considera que és conseqüència de l'alta demanda d'aquest material per la construcció d'edificis o carreteres.